# Alicia Vikander
Alicia Amanda Vikander (Gotemburgo, 3 de outubro de 1988) é uma atriz e dançarina sueca, vencedora do Oscar de Melhor Atriz Coadjuvante pelo filme The Danish Girl.
Vikander fez sua estreia no cinema com o filme Pure (2010), pelo qual ganhou o prêmio sueco Guldbagge de Melhor Atriz, mas só ganhou reconhecimento internacional em 2012 ao interpretar a rainha Carolina Matilde no aclamado filme dinamarquês O Amante da Rainha, estrelado por Mads Mikkelsen e indicado ao Oscar de melhor filme estrangeiro e ao Globo de Ouro de melhor filme em língua estrangeira. Em 2015, participou em vários filmes de relevo que incluíram The Man From U.N.C.L.E., Ex Machina e The Danish Girl.

## Biografia
Alicia nasceu em Gutemburgo e é filha de Maria Fahl Vikander, uma atriz de teatro e de Svante Vikander, um psiquiatra. Os seus pais são de pequenas vilas do norte e do sul da Suécia respectivamente. Eles separaram-se quando Alicia tinha cinco meses de idade e ela foi criada maioritariamente pela mãe solteira. Ela tem cinco irmãos do lado do pai. Enquanto crescia, Alicia afirma ter tido o melhor de dois mundos por ser filha única do lado da mãe e por estar rodeada por uma família grande quando visitava o pai.
Ela aprendeu ballet na Escola do Ballet Real Sueco a partir dos 9 anos em Gotemburgo. Aos 15 anos, Alicia mudou-se para Estocolmo para treinar na escola superior de ballet. Lá viveu sozinha e tinha como obejtivo tornar-se bailarina principal.
Vikander participou em vários musicais na Ópera de Gotemburgo incluindo The Sound of Music e Les Misérables e participou em vários cursos de verão um pouco por todo o mundo incluindo na Escola de Ballet Americano. Com 16 anos Alicia esteve quase a desistir da escola para se dedicar a tempo inteiro a uma série de televisão realizada por Tomas Alfredson. No final da adolescência, Alicia deixou a dança de parte devido a várias lesões e acabou por se dedicar a candidatar-se a escolas de teatro, porém foi rejeitada por duas vezes. A certa altura, Vikander considerou estudar Direito na universidade, mas não chegou a frequentar nenhuma aula uma vez que começou a ter algum sucesso como atriz.

## Carreira
Vikander começou a carreira com papéis em curtas-metragens e séries de televisão na Suécia. Começou a ser reconhecida internacionalmente na série sueca Andra Avenyn (2008-2011). O seu primeiro papel no cinema surgiu em 2010 quando protagonizou o filme sueco Till det som är vackert. Alicia interpreta o papel de Katarina, uma secretária que tenta desesperadamente escapar da sua vida. O filme valeu-lhe o prémio de Estrela em Ascensão no Festival de Cinema de Estocolmo, o prémio Shooting Star do Festival Internacional de Cinema de Berlim e o Guldbagge Award de Melhor Atriz. Em 2011, protagonizou o filme Kronjuvelerna com Bill Skarsgård. No filme, interpreta o papel de Fragancia Fernandez, uma mulher presa por uma tentativa de homicídio.
Em 2012, participou no seu primeiro filme em língua inglesa: a adaptação ao cinema de Anna Karenina do realizador Joe Wright e protagonizada por Keira Knightley e Aaron Taylor-Johnson. O filme estreou no Festival de Cinema de Toronto e recebeu críticas positivas. Ela interpreta o papel de Kitty, o interesse amoroso da personagem de Domhnall Gleeson. Ainda nesse ano, Alicia protagonizou o filme dinamarquês O Amante da Rainha, onde interpreta o papel de rainha Carolina Matilda da Dinamarca e contracena com Mads Mikkelsen. O filme estreou no Festival de Berlim e recebeu críticas bastante positivas. No ano seguinte foi nomeado para os Óscares na categoria de Melhor Filme de Língua Estrangeira. Já Alicia foi nomeada para o BAFTA Rising Star Award.

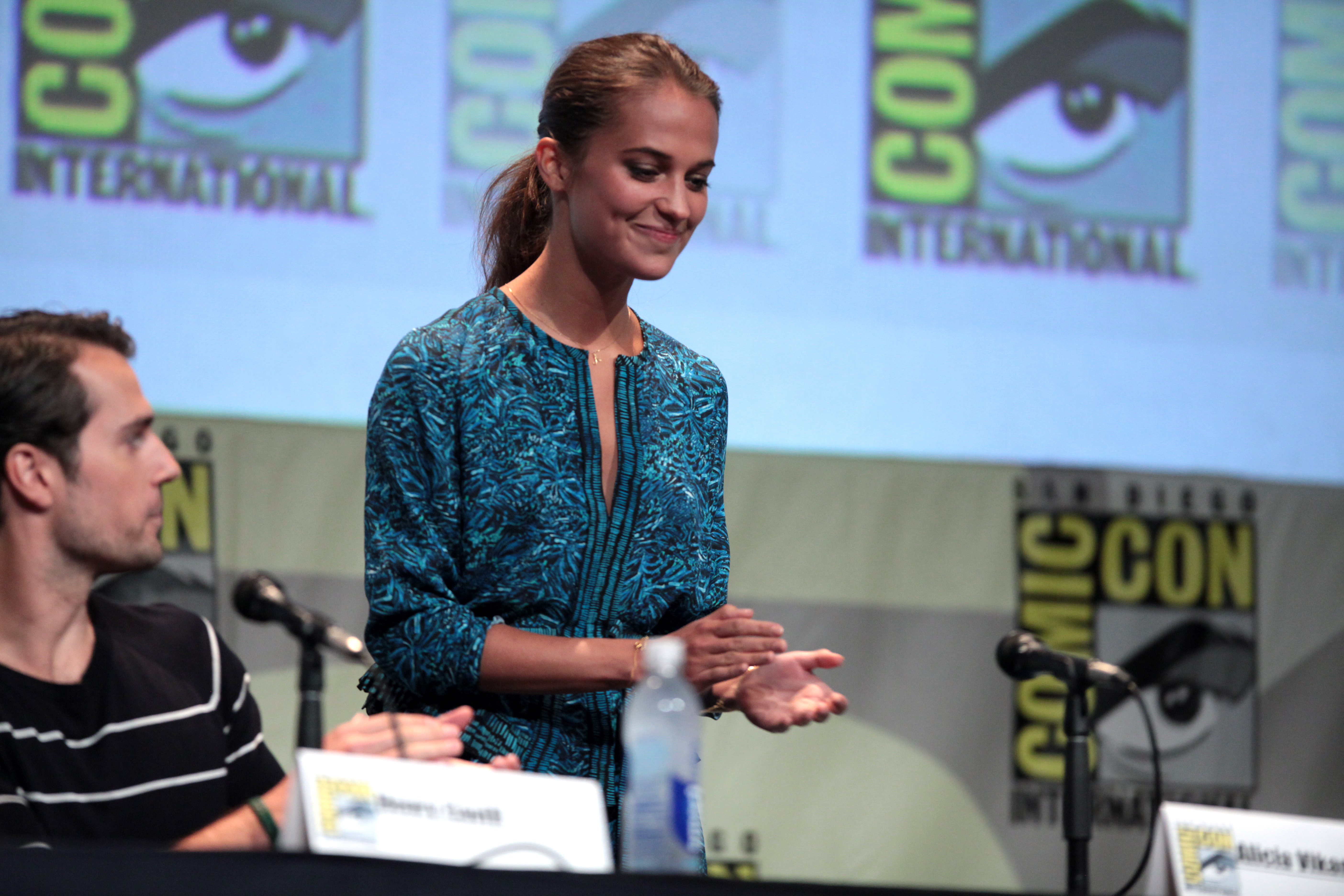
Alicia a promover o filme The Man from U.N.C.L.E. na Comic Con de 2015 em San Diego com Henry Cavill.

Em 2013, Alicia interpretou Anke Domscheit-Berg, um membro do Partido Pirata no filme The Fifth Estate, uma dramatização da história do site Wikileaks e do seu fundador, Julian Assange (Benedict Cumberbatch). O filme, que estreou no Festival de Cinema de Toronto, recebeu críticas mistas. Ainda nesse ano, protagonizou o filme sueco Hotell. O seu desempenho valeu-lhe o prémio de Melhor Atriz no Festival Internacional de Cinema de Marraquexe cujo júri foi presidido pelo realizador Martin Scorsese.
Em 2014, a atriz participou em Son of a Gun, um thriller australiano protagonizado por Ewan McGregor e Brenton Thwaites.
O ano de 2015 foi um ano de sucesso. Entre papéis de protagonista e secundários, estreou sete filmes. O primeiro, The Seventh Son estreou em janeiro e Alicia interpreta o papel de Alice Deane uma mulher meia humana e meia bruxa. Protagonizou o filme britânico Testament of Youth com Kit Harington. O filme segue a história de Vera Brittain (Alicia), uma mulher britânica que recorda o seu amadurecimento durante a Primeira Guerra Mundial. Este papel valeu-lhe uma nomeação para os British Independent Film Awards na categoria de Melhor Atriz. Alicia foi ainda a protagonista, com Henry Cavill e Armie Hammer, do filme de ação The Man from U.N.C.L.E., baseado na série de televisão homónima de 1964. O filme estreou em agosto nos Estados Unidos e Vikander tem o papel de Gaby, a filha de um alegado cientista nazi. A atriz teve um papel secundário no filme Burnt, protagonizado por Bradley Cooper e Sienna Miller.
Os seus papéis com mais destaque foram o de Ava em Ex Machina e de Gerda Wegener em The Danish Girl. No primeiro, Alicia interpreta o papel de Ava, um robô com inteligência artificial criado pelo CEO recluso (Oscar Isaac) de uma empresa de alta tecnologia que se submete ao Teste Turing, feito por um programador (Domhnall Gleeson) que vence um concurso. O papel valeu-lhe nomeações para os Globos de Ouro, BAFTA's e British Independent Awards na categoria de Melhor Atriz Secundária.
Em The Danish Girl, um filme realizado por Tom Hooper, interpreta o papel da esposa de Einar Wegner (Eddie Redmayne), mais tarde, Lili Elbe, a primeira pessoa a submeter-se a uma cirurgia de redesignação sexual. Este papel valeu-lhe o Óscar de Melhor Atriz Coadjuvante, o SAG Award e o Critic's Choice Movie Award. e ainda nomeações para os Globos de Ouro de melhor atriz em drama, BAFTA's de melhor atriz principal e Satellite Awards de melhor atriz coadjuvante. Por seu evidente protagonismo em A Garota Dinamarquesa, foi inscrita como melhor atriz (principal) em muitas premiações.
Outros projetos de Vikander incluem Tulip Fever com realização de Justin Chadwick e que protagoniza com Dane DeHaan e Christoph Waltz; a adaptação ao cinema do romance The Light Between Oceans, onde contracena com Michael Fassbender e Rachel Weisz; e o quinto filme da saga Bourne realizado por Paul Greengrass.

## Vida pessoal
Vikander namora, desde 2014, o ator Michael Fassbender com quem contracenou no filme The Light Between the Oceans. Em outubro de 2017, segundo a imprensa internacional, a atriz e o ator subiram ao altar em uma cerimônia privada, em Ibiza, na Espanha. O casal atualmente vive em Lisboa, em Portugal, conforme ela revelou em um evento para divulgar o filme Tomb Raider. O casal tem dois filhos, um menino nascido em 2021, e outro filho que veio ao mundo em 2024 sem revelarem o sexo, discretos como de costume mantém os nomes longe dos holofotes.

## Filmografia
| Ano  | Título                         | Personagem                   |
| ---- | ------------------------------ | ---------------------------- |
| 2007 | Darkness of Truth              | Sandra Svensson              |
| 2007 | The Rain                       | Dancer                       |
| 2008 | My Name Is Love                | Fredrika                     |
| 2009 | Susans längtan                 | Girl in Apartament           |
| 2010 | Till det som är vackert (Pure) | Katarina                     |
| 2011 | Kronjuvelerna                  | Fragancia Fernandez          |
| 2012 | O Amante da Rainha             | Carolina Matilde             |
| 2012 | Anna Karenina                  | Kitty                        |
| 2013 | The Seventh Son                | Alice Deane                  |
| 2013 | Hotell                         | Erika                        |
| 2013 | The Fifth Estate               | Anke                         |
| 2014 | Testament of Youth             | Vera Brittain                |
| 2014 | Son of a gun                   | Tasha                        |
| 2015 | The Man from U.N.C.L.E.        | Gaby Teller                  |
| 2015 | Burnt                          | Anne Marie                   |
| 2015 | Ex Machina                     | Ava                          |
| 2015 | The Danish Girl                | Gerda Wegener                |
| 2016 | Tulip Fever                    | Sophia                       |
| 2016 | The Light Between Oceans       | Isabel Sherbourne            |
| 2016 | Jason Bourne                   | Heather Lee                  |
| 2017 | Submergence                    | Danny Flinders               |
| 2018 | Tomb Raider                    | Lara Croft                   |
| 2019 | Pássaro do Oriente             | Lucy Fly                     |
| 2019 | I Am Easy to Find              |                              |
| 2020 | The Glorias                    | Gloria Steinem (idade 20-40) |

Oscar
| Ano  | Categoria                | Filme                 | Notas  |
| ---- | ------------------------ | --------------------- | ------ |
| 2016 | Melhor atriz coadjuvante | A Garota Dinamarquesa | Venceu |

| Ano       | Título              | Personagem              |
| --------- | ------------------- | ----------------------- |
| 2001      | Min balsamerade mor | Ebba Du Rietz           |
| 2002      | En Ö I Havet        | Susi                    |
| 2005      | En decemberdröm     | Toni/Tony               |
| 2007      | Levande föda        | Linda                   |
| 2007-2008 | Andra Avenyn        | Jossan Tegebrandt Björn |
| 2008      | Höök                | Katarina                |

## Prémios e Nomeações
| Ano  | Trabalho nomeado        | Prémio                                                  | Categoria                  | Resultado |
| ---- | ----------------------- | ------------------------------------------------------- | -------------------------- | --------- |
| 2010 | Till det som är vackert | Prémios Guldbagge                                       | Melhor Atriz Principal     | Venceu    |
| 2010 | Till det som är vackert | Festival Internacional de Cinema de Mannheim-Heidelberg | Menção Especial            | Venceu    |
| 2010 | Till det som är vackert | Festival Internacional de Cinema de Estocolmo           | Estrela em Ascensão        | Venceu    |
| 2011 | Till det som är vackert | Festival Internacional de Cinema de Molodist            | Melhor Jovem Ator          | Venceu    |
| 2012 | O Amante da Rainha      | Festival Internacional de Cinema de Berlim              | Shooting Star              | Venceu    |
| 2012 | O Amante da Rainha      | Festival Internacional de Cinema de Hamptons            | Prémio Revelação           | Venceu    |
| 2012 | O Amante da Rainha      | Robert Awards                                           | Melhor Atriz Principal     | Indicado  |
| 2012 | O Amante da Rainha      | Alliance of Women Film Journalists Awards               | Prémio Revelação           | Indicado  |
| 2013 | N/I                     | BAFTA                                                   | Prémio Estrela em Ascensão | Indicado  |
| 2013 | Hotell                  | Festival Internacional de Cinema de Marraquexe          | Melhor Atriz               | Venceu    |
| 2014 | Testament of Youth      | British Independent Film Awards                         | Melhor Atriz               | Indicado  |
| 2016 | Ex Machina              | BAFTA                                                   | Melhor Atriz Secundária    | Indicado  |
| 2016 | Ex Machina              | Indicado                                                | Melhor Atriz Secundária    |           |
| 2016 | Ex Machina              | London Film Critics' Circle                             | Melhor Atriz Secundária    | Indicado  |
| 2016 | Ex Machina              | Los Angeles Film Critics Association                    | Melhor Atriz Secundária    | Venceu    |
| 2016 | Ex Machina              | Alliance of Women Film Journalists Awards               | Melhor Atriz Secundária    | Indicado  |
| 2016 | Ex Machina              | Chicago Film Critics Association                        | Melhor Atriz Secundária    | Venceu    |
| 2016 | Ex Machina              | Dallas–Fort Worth Film Critics Association              | Melhor Atriz Secundária    | Runner-up |
| 2016 | Ex Machina              | Detroit Film Critics Society                            | Melhor Atriz Secundária    | Indicado  |
| 2016 | Ex Machina              | Florida Film Critics Circle                             | Melhor Atriz Secundária    | Indicado  |
| 2016 | Ex Machina              | Houston Film Critics Society                            | Melhor Atriz Secundária    | Indicado  |
| 2016 | Ex Machina              | Kansas City Film Critics Circle                         | Melhor Atriz Secundária    | Venceu    |
| 2016 | Ex Machina              | San Diego Film Critics Society                          | Melhor Atriz Secundária    | Indicado  |
| 2016 | Ex Machina              | San Francisco Film Critics Circle                       | Melhor Atriz Secundária    | Indicado  |
| 2016 | Ex Machina              | Southeastern Film Critics Association                   | Melhor Atriz Secundária    | Indicado  |
| 2016 | Ex Machina              | St. Louis Gateway Film Critics Association              | Melhor Atriz Secundária    | Venceu    |
| 2016 | Ex Machina              | Toronto Film Critics Association                        | Melhor Atriz Secundária    | Venceu    |
| 2016 | Ex Machina              | Vancouver Film Critics Circle                           | Melhor Atriz Secundária    | Venceu    |
| 2016 | Ex Machina              | Washington D.C. Area Film Critics Association           | Melhor Atriz Secundária    | Venceu    |
| 2016 | The Danish Girl         | Óscares (melhor atriz coadjuvante)                      | Melhor Atriz Secundária    | Venceu    |
| 2016 | The Danish Girl         | BAFTA                                                   | Melhor Atriz Secundária    | Indicado  |
| 2016 | The Danish Girl         | Screen Actor's Guild Awards                             | Melhor Atriz Secundária    | Venceu    |
| 2016 | The Danish Girl         | Satellite Awards                                        | Melhor Atriz Secundária    | Indicado  |
| 2016 | The Danish Girl         | British Independent Film Awards                         | Melhor Atriz Secundária    | Indicado  |
| 2016 | The Danish Girl         | Australian Academy Awards                               | Melhor Atriz Secundária    | Indicado  |
| 2016 | The Danish Girl         | Critics' Choice Movie Awards                            | Melhor Atriz Secundária    | Venceu    |
| 2016 | The Danish Girl         | Dallas–Fort Worth Film Critics Association              | Melhor Atriz Secundária    | 4º lugar  |
| 2016 | The Danish Girl         | Detroit Film Critics Society                            | Melhor Atriz Secundária    | Venceu    |
| 2016 | The Danish Girl         | Houston Film Critics Society                            | Melhor Atriz Secundária    | Indicado  |
| 2016 | The Danish Girl         | Online Film Critics Society                             | Melhor Atriz Secundária    | Indicado  |
| 2016 | The Danish Girl         | San Diego Film Critics Society                          | Melhor Atriz Secundária    | Indicado  |
| 2016 | The Danish Girl         | San Francisco Film Critics Circle                       | Melhor Atriz Secundária    | Indicado  |
| 2016 | The Danish Girl         | St. Louis Gateway Film Critics Association              | Melhor Atriz Secundária    | Indicado  |
| 2016 | The Danish Girl         | Vancouver Film Critics Circle                           | Melhor Atriz Secundária    | Indicado  |
| 2016 | The Danish Girl         | Washington D.C. Area Film Critics Association           | Melhor Atriz Secundária    | Indicado  |
| 2016 | The Danish Girl         | Women Film Critics Circle                               | Melhor Atriz Secundária    | Venceu    |